# Happy Day会社
Happy Day会社是2012年至2013年间出现在中华人民共和国广东省汕头市市区的青少年飆車族有組織犯罪幫派。

## 建立
Happy Day会社最开始是一个以“摩托车竞速”为主题的QQ群，由陈某帆（绰号“乌弟”）于2012年创建，并联合魏某威、庄某斌和辛某帆等人招募大量本地青少年加入该群组。

## 成员
Happy Day会社以汕头市本地青少年为主要成员，其人员构成最初以无业和辍学人员为主，随后在校中学生成员逐渐增多。登记人数在最高峰时达到了164人，年龄范围从14岁到25岁不等。

## 发展
Happy Day会社的活动从非固定方式逐步发展为固定的组织，不定期通过QQ群组织飙车活动，并为会社成员相互“出头”、聚众斗殴，对象多为其他参与飙车人员等“灰色人群”。会社成员在学校周边街区向在校学生实施抢劫、勒索等，在校学生被侵害后受会社成员威胁，未能报警或对调查工作的配合程度较低的情况相对普遍。
2013年3月至4月间，汕头市金平区连续发生三宗深夜寻衅滋事案件。事主或因为与Happy Day会社成员发生口角，或因为超越会社成员的车辆，遂被会社成员持刀具、水管、伸缩警棍等器械围攻、殴打，其中有一名事主的摩托车被会社成员纵火焚毁。
2013年4月16日，金平区警方在市区泰山路、华山路抓获会社骨干陈某帆、李某儿等10人，随后又陆续抓获会社骨干庄某斌等13人，缴获陈某帆存放的工具：八把開山刀、一把匕首、一个彈夾條。经过警方的初步审讯，陈某帆等23人分别交代了其自2012年以来，以“Happy Day会社”名义纠合在一起，并实施寻衅滋事、聚众斗殴、抢劫、纵火、敲诈勒索作案十一宗。除两名不满16周岁的会社成员外，陈某帆等21名会社骨干均被刑事拘留。